# Phytomyza deutziae
Phytomyza deutziae är en tvåvingeart som beskrevs av Mitsuhiro Sasakawa 1957. Phytomyza deutziae ingår i släktet Phytomyza och familjen minerarflugor. Inga underarter finns listade i Catalogue of Life.